# Kveldssanger
Kveldssanger ("Pjesme sumraka") drugi je studijski album norveškog black metal-sastava Ulver. Diskografska kuća Head Not Found objavila ga je 1996. Album je sniman u Endless Lydstudiju u Oslu tijekom ljeta i jeseni 1995., a za njegovu tonsku obradu i produkciju zaslužan je Kristian Romsø.

## Pozadina
Kveldssanegr je drugi album u Ulverovoj trilogiji black metala. Na njemu se nalaze akustični i narodni instrumenti koji su već bili prisutni na prethodnom albumu Bergtatt. Umjesto glazbala tipičnih za black metal članovi skupine na tom su se uratku služili akustičnim gitarama, zborskim pjevanjem i violončelom. Iznimno se razlikuje od Bergtatta i ostalih black metal-albuma, no i dalje zadržava atmosferičnost i folklorne tekstove. Pjevač Kristoffer Rygg izjavio je da je taj uradak zapravo "nezreo pokušaj stvaranja klasičnog albuma", ali i da smatra kako su pjesme i dalje dobre kada se uzmu u obzir njegove godine i godine ostalih članova sastava u to vrijeme. U vrijeme objave hvaljena je njegova atmosferičnost.

## Popis pjesama
Tekstovi i glazba: Garm i Haavard. 
| 1.    | »Østenfor Sol og vestenfor Maane« (Istok sunca i zapad mjeseca)                          | 3:26 |
| 2.    | »Ord« (riječi)                                                                           | 0:17 |
| 3.    | »Høyfjeldsbilde« (slika vrha planine, instrumentalna skladba)                            | 2:15 |
| 4.    | »Nattleite« (Vrijeme noći, instrumentalna skladba)                                       | 2:12 |
| 5.    | »Kveldssang« (Pjesma sumraka, instrumentalna skladba)                                    | 1:32 |
| 6.    | »Naturmystikk« (Mistika prirode, instrumentalna skladba)                                 | 2:56 |
| 7.    | »A cappella« (A cappella (pjesma duše), instrumentalna skladba)                          | 1:26 |
| 8.    | »Hiertets Vee« (Tuga vuka, instrumentalna skladba)                                       | 3:55 |
| 9.    | »Kledt i Nattens Farger« (Odjevena u boje noći)                                          | 2:51 |
| 10.   | »Halling« (Halling, instrumentalna skladba)                                              | 2:08 |
| 11.   | »Utreise« (Exodus)                                                                       | 2:57 |
| 12.   | »Søfn-ør paa Alfers Lund« (Somnolencija nasipu bajkovite zemlji, instrumentalna skladba) | 2:38 |
| 13.   | »Ulvsblakk« (crna vuka)                                                                  | 6:56 |
| 35:29 |                                                                                          |      |

## Recenzije
William York sa sajta AllMusic komentirao je: "Ovaj je stil nagoviješten u nekim akustičkim interludijima na prethodnom albumu Bergtatt, ali ovdje je razvijeniji u stvarne pjesme s promišljenim, iako rijetkim, aranžmanima. Na nekim su pjesmama Garmovi vokali snimljeni u više dionica kako bi se stvorio dojam da pjeva zbor. Slušajući Kveldssanger, teško je zamisliti da je taj album snimila grupa koju još čine tinejdžeri, a kamoli ona čiji će se sljedeći album Nattens Madrigal odlikovati divljim black metalom. Kveldssanger je plod hrabra i uspješna truda, potvrdio je Ulverovu reputaciju kao jednog od vodećih sastava black metala usprkos tomu što, ironično, ne sadrži nikakav stvarni metal.".

## Zasluge
| Ulver - Garm – vokal, produkcija - Haavard – akustična gitara, produkcija - AiwariklaR – flauta, bubnjevi | Dodatni glazbenici - Alf Gaaskjønli – violončelo Ostalo osoblje - Frk. Maria Jaquete – naslovnica albuma - Kristian Romsøe – produkcija, inženjer zvuka, miks - Craig Morris – mastering |